# بوگدو
بوگدو (به لاتین: Bogdo) یک منطقهٔ مسکونی در روسیه است که در استان آستراخان واقع شده‌است.